# Дворац Жовква
Дворац Жовква (укр. Жовківський замок, пољ. Zamek w Żółkwi) се налази на главном тргу Жовква у Украјини. 

## Историјат
Дворац Жовква је основао пољски хетман Станислав Жолкевски као своју утврђену резиденцију. Изградња је почела 1594, а завршена је 1606. године. Тада је имао типично серлијански улазни лук и шанац ширине до седамнаест метара. У једном крилу зграде су били смештени арсенал и штале, а други се граничио са градским зидом. Уз хетманову резиденцију је 1606. године постављена башта у којој се се налазила менажерија са европским бизонима, јеленима и дивокозама. Дворска капела је освештена 1640. године. Златно доба дворца Жовква је било крајем 17. века када га је наследио Јакуб Собјески, а потом и његовог сина Јан III Собјески који је у њему прославио своју победу опсаде Беча. У 18. веку је фасада била украшена статуама његових власника из породица Золкијевски, Даниловић, Собјески и Радзивиљ. Након поделе Пољске је дворац био на аукцији. Током 19. века су капела и неке друге грађевине демонтиране или обновљене за потребе локалне школе. Дворац је додатно оштећен током Првог светског рата, а извесна обнова је предузета непосредно пре Другог светског рата.